# Eudajmonia
Eudajmonia (gr. εὐδαιμονία) – termin filozoficzny stosowany powszechnie w filozofii życia starożytnej Grecji. Eudajmonia, która w najprostszy sposób może być rozumiana jako szczęście, nie miała nigdy ściśle określonej definicji i rozmaici greccy filozofowie, w zależności od szkoły filozoficznej, do której należeli, rozumieli ten termin w różny sposób. W najbardziej ogólnym sensie jest to stan pełnego, racjonalnie uzasadnionego zadowolenia i satysfakcji z własnego życia, inaczej, spełnione życie, którego osiągnięcie było podstawowym celem każdego rozsądnego człowieka.
Dla Platona i Sokratesa eudajmonia była stanem poczucia doskonałości swojego życia. Eudajmonię osiągał ten, kto na starość patrząc wstecz na swoje życie, mógł powiedzieć, że przeszedł przez nie w godny sposób, robił zawsze to, co do niego należało, i że nie żałuje żadnych swoich decyzji.
Dla Arystotelesa oraz dla Epikura eudajmonia była stanem ducha, który osiągało się w momencie zrównoważonego zaspokojenia wszystkich swoich potrzeb, zarówno cielesnych jak i duchowych.
Dla hedonistów eudajmonia była równoważna odczuwaniu przyjemności. Osoba, która  w danym momencie odczuwa więcej pozytywnych niż negatywnych bodźców, jest według hedonistów automatycznie w stanie eudajmonii.
Dla stoików eudajmonia była stanem wewnętrznym, dostępnym wyłącznie ludziom oświeconym, który osiągało się przez spokojną akceptację zewnętrznych zdarzeń, niezależnie od tego czy były pozytywne czy nie, rezygnację z dążenia do przyjemności za wszelką cenę, oraz uczciwe i rzetelne spełnianie swoich obowiązków. Człowiek prawdziwie oświecony potrafi być w tym stanie cały czas, niezależnie od czynników zewnętrznych.
Eudajmonizm może być różnie rozumiany przez różne osoby, np. niebo będzie eudajmonią dla osób mocno religijnych (np. św. Augustyn), dla innych będzie to nirwana, ekstaza, luksus lub cnota.